# Championnat du Nicaragua de football 1965
Navigation
Saison précédente Saison suivante
La Primera División 1965 est la vingt-quatrième édition de la première division nicaraguayenne.
Lors de ce tournoi, le Deportivo Santa Cecilia (en) a conservé son titre de champion du Nicaragua face aux meilleurs clubs nicaraguayens.

## Bilan du tournoi
| Tableau d'Honneur |                              |
| Compétition       | Vainqueur                    |
| Primera División  | Deportivo Santa Cecilia (en) |

| Promotions et relégations   |         |
| Relégué en Segunda División | Inconnu |
| Promu de Segunda División   | Inconnu |